# گونه‌های دوچرخه
دوچرخه‌ها انواع گوناگونی دارند، که با معیارهای مختلفی دسته‌بندی می‌شوند.

## بر پایهٔ کارکرد
- دوچرخه خدماتی (به انگلیسی: Utility bicycles): که برای مسافرت، خرید و نامه‌رسانی به‌کار می‌رود.
- دوچرخه کوهستان (به انگلیسی: Mountain bicycles): برای راندن بیرون جاده‌ای هستند.
- دوچرخه مسابقه (به انگلیسی: Racing bicycles): طراحی‌شده برای سرعت، شامل خیابان، رکوردگیری و مسابقه.
- دوچرخه پیک (به انگلیسی: Messenger bikes): که برای تحویل فوری نامه یا بسته‌های کوچک میان بنگاه‌ها در شهرهای بزرگ و پرترافیک به‌کار می‌رود.
- دوچرخه سفری (به انگلیسی: Touring bicycles): که برای سفرهای دوچرخه‌ای و سفرهای طولانی به کار می‌رود.
- دوچرخه زمین‌گستر (به انگلیسی: Recumbent bicycles): که به شکل خوابیده روی زمین هستند و باعث آسودگی بیش‌تر و مقاومت کمتر هوا می‌شوند.
- موتور گذار (به انگلیسی: bicycle motocross یا BMX bicycles): دوچرخه‌هایی که چرخ‌های کوچک دارند و در مسابقهٔ صحرایی موتورسیکلت‌ها به کار می‌روند. بعلاوه در روش آزاد(free style) با ترفندهایی چون ته‌چرخ نیز استفاده می‌شوند.
- دوچرخه گردشی (به انگلیسی: Cruiser bicycles): که دارای تایرهای بالونی‌ست.

## بر پایهٔ شمار رانندگان
- دوچرخه دوپشته (به انگلیسی: tandem): که دو نفر پشت سر هم می‌نشینند و هر دو رکاب می‌زنند.
- دوچرخه سه‌پشته (به انگلیسی: triplet): که سه نفر پشت سر هم می‌نشینند و هر سه رکاب می‌زنند.
- دوچرخه چندپشته (به انگلیسی: multi-bike): که چند نفر پشت سر هم می‌نشینند و همه رکاب می‌زنند. بزرگترین دوچرخه چندپشته دارای ۴۰ رکاب‌زن است.

## بر پایهٔ ساختار کلی
- دوچرخه بلندچرخ (به انگلیسی: penny-farthing): که یکی از چرخ‌ها بلندتر از دیگری است و رکاب‌ها مستقیماً روی چرخ بزرگ هستند.
- دوچرخه راست (به انگلیسی: upright bicycle):که راننده با پاهای باز روی زین می‌نشیند.(پرکاربردترین گونهٔ دوچرخه این گونه‌است)
- دوچرخه زمین‌گستر یا دوچرخه خوابیده (به انگلیسی: recumbent bicycle): که به شکل خوابیده روی زمین هستند و باعث آسودگی بیش‌تر و مقاومت کمتر هوا می‌شوند.
- دوچرخه تاشونده (به انگلیسی: folding bicycle): که سریعاً می‌تواند تا شود و به آسانی قابل حمل است.
- دوچرخه تمرینی (به انگلیسی: exercise bicycle یا stationary bicycle): که به‌طور ثابت روی زمین است و تنها برای ورزش به‌کار می‌رود و حرکت نمی‌کند.
- دوچرخه برقی (به انگلیسی: electric bicycle): که در ابتدا با نیروی فرد آغاز به حرکت می‌کند، اما سپس با نیروی برق.
- دوچرخه پله‌ای (به انگلیسی: staircycle): که به رکاب‌هایش که با دیگر دوچرخه‌ها متفاوت است، به شکل حرکت گذر از پله‌ها نیرو وارد می‌شود. هیچ جای نشستنی ندارند، چراکه برای حالت ایستاده و راست طراحی شده‌اند.

## بر پایهٔ دنده
- دوچرخه‌های تک سرعت (دنده جلو1*دنده عقب 1)
- دوچرخه‌های 3 سرعت (دنده جلو1*دنده عقب 3)
- دوچرخه های ۱۱ سرعت (دنده جلو۱*دنده عقب۱۱)
- دوچرخه‌های 18 سرعت (دنده جلو3*دنده عقب 6)
- دوچرخه‌های 20 سرعت (دنده جلو2*دنده عقب 10)
- دوچرخه‌های 21 سرعت (دنده جلو3*دنده عقب7)
- دوچرخه‌های 22 سرعت (دنده جلو2*دنده عقب11)
- دوچرخه‌های 24 سرعت (دنده جلو3*دنده عقب8)
- دوچرخه‌های 27 سرعت (دنده جلو3*دنده عقب9)
- دوچرخه‌های 30 سرعت (دنده جلو3*دنده عقب10)
- دوچرخه‌های 33 سرعت (دنده جلو3*دنده عقب11)

## بر پایهٔ ورزش
- دوچرخه جاده (به انگلیسی: Road bicycles): برای استفاده در جاده‌های صاف شده‌است که انواع آن دوچرخه مسابقه، دوچرخه خدماتی، و دوچرخه نامه‌رسان هستند.
- دوچرخه تایم تریل "زمانسنجی" (به انگلیسی: Time trial bicycles): از انواع دوچرخه‌های خیابانی هستند با ویژگی‌های آیرودینامیکی، که برای مسابقات گروهی ممنوع است.
- دوچرخه میدانی (به انگلیسی: Track bicycles): دوچرخه‌ای بسیار ساده، سبک و تکدنده، بدون ترمز که برای سواری در مسابقات میدانی طراحی شده‌است.
- دوچرخه کراس کانتری (به انگلیسی: Cyclo-cross): تغریبا سبک هستند که به‌هنگام موانع قابل حمل(روی دوش) باشند و آنقدر تنومند باشند که بتوانند از گل و لجن گذر کنند.
- موتور گذار (به انگلیسی: bicycle motocross): دوچرخه‌هایی که چرخ‌های کوچک دارند و در مسابقهٔ صحرایی موتورسیکلت‌ها به کار می‌روند بعلاوهٔ روش آزاد با ترفندهایی چون ته‌چرخ.

## بر پایهٔ نیروی محرکه
- دوچرخه با نیروی انسانی:
  - دوچرخه رکابی (به انگلیسی: pedal cycle): که با نیروی رکاب‌زدن فرد حرکت می‌کند.
  - دوچرخه دستی (به انگلیسی: handcycle): که با نیروی دست چرخ‌هایش به حرکت در می‌آید.
  - دوچرخه پایی (به انگلیسی: Treadle bicycle): که با حرکت متناوب (و رفت‌وبرگشتی) و نه گردشی پا به‌حرکت در می‌آید.
  - دوچرخه پارویی (به انگلیسی: rowing bicycle): که از عمل پاروزدن و رانش هم با پا و هم با دست بهره می‌برد.
  - دوچرخه تعادلی (به انگلیسی: balance bicycle): نوعی دوچرخه برای آموزش که پاها روی زمین هستند.
- دوچرخه موتوری (به انگلیسی: motorized bicycle): که با نیروی فرد آغاز به حرکت می‌کند ولی پس از آن از نیروی موتور بهره می‌برد.
- دوچرخه برقی (به انگلیسی: electric bicycle): که در ابتدا با نیروی فرد آغاز به حرکت می‌کند، اما سپس با نیروی برق.
- «چرخ‌لنگر» (به انگلیسی: Flywheel):استفاده از نیروی جنبشی ذخیره شده

## بر پایهٔ جایگاه راننده
- دوچرخه راست (به انگلیسی: Upright دوچرخه): که راننده با پاهای باز روی زین می‌نشیند.(پرکاربردترین گونهٔ دوچرخه این گونه‌است)
- دوچرخه پهلویی (به انگلیسی: Sideways bike): که هر دو چرخ قابلیت پیچیدن دارند.
- دوچرخه زمین‌گستر یا دوچرخه خوابیده (به انگلیسی: Recumbent bicycle): که به شکل خوابیده روی زمین هستند و باعث آسودگی بیش‌تر و مقاومت کمتر هوا می‌شوند.